# رأی اعتراضی

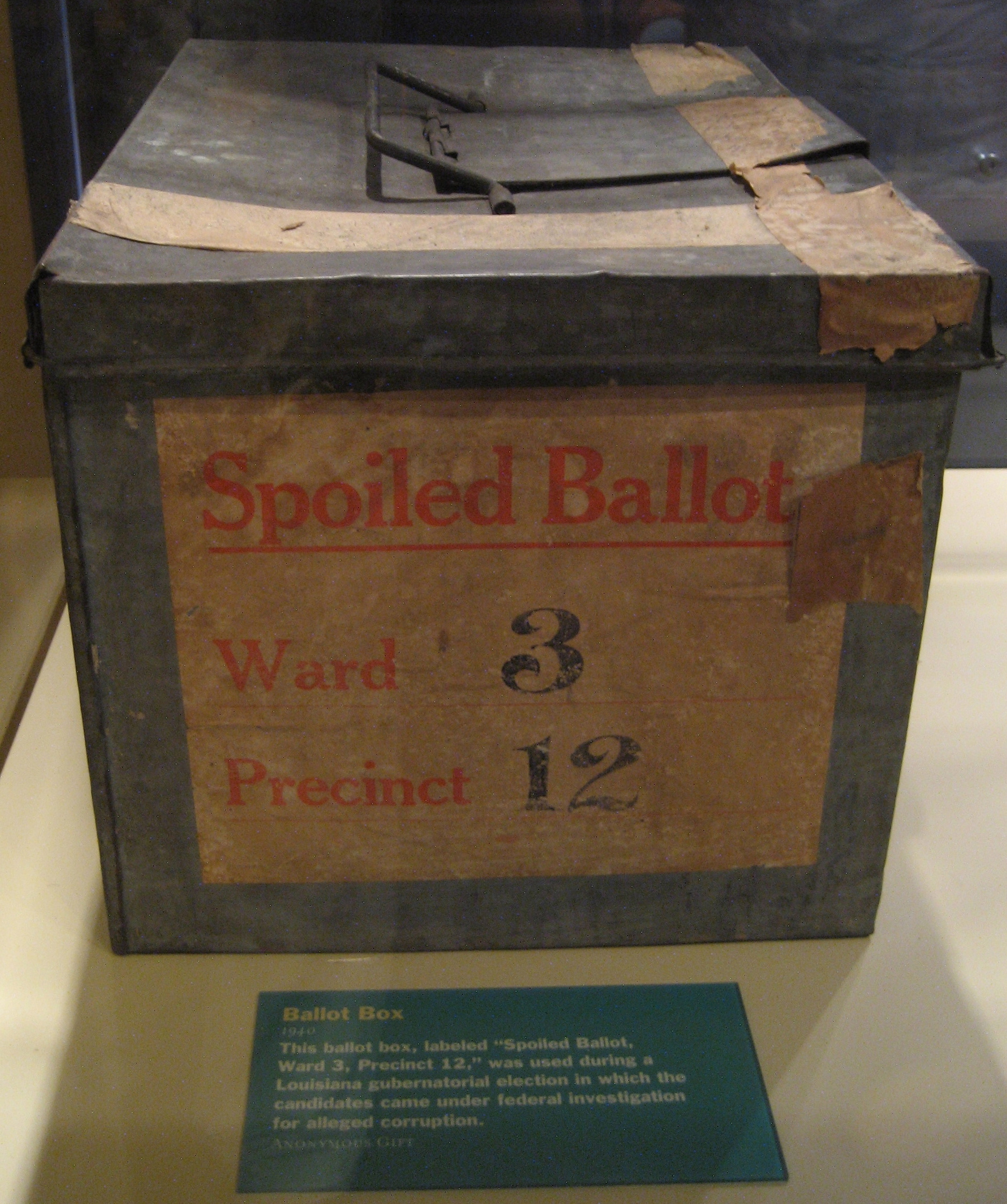
آرا باطل جدا نگه داشته میشود تا دور ریخته بشود.

رأی اعتراضی به رأیی گفته می‌شود که رأی‌دهنده آن را به نشانهٔ اعتراض ثبت می‌کند. این نوع رأی را با عنوان رأی سفید نیز می‌شناسند.
فردی که رأی اعتراضی می‌دهد، ممکن است از گزینه‌های انتخابات ناراضی باشد یا اینکه با کل نظام سیاسی مخالفت داشته باشد. در حالت دوم، رأی اعتراضی می‌تواند به شکل یک رأی سالم، اما برای فردی که بختی برای پیروزی ندارد داده شود. به غیر از غیبت در انتخابات، رأی اعتراضی نیز یکی از روش‌هایی است که معمولاً از نشانه‌های واضح نداشتن مقبولیت نزد عموم و ضعیف بودن پایه‌های دموکراسی شمرده می‌شود.
اگر رأی اعتراضی به صورت سفید داده شود، با توجه به قانون انتخابات، ممکن است در شمارش نهایی رأی‌ها محسوب شود یا نشود. با این وجود اغلب اوقات این نوع رأی‌ها رأی مخدوش به شمار می‌آیند.